# A Wild Last Boss Appeared!
A Wild Last Boss Appeared! (яп. 野生のラスボスが現れた！, Yasei no Rasu Bosu ga Arawareta!, З'явився дикий останній бос!) — серія ранобе, написана Firehead та проілюстрована YahaKo. Серіал спочатку виходив на вебсайті «Shōsetsuka ni Narō» з жовтня 2015 року по квітень 2019 року. Пізніше серію придбала компанія Earth Star Entertainment, яка видавала її під своїм імпринтом Earth Star Novel з лютого 2016 року по квітень 2019 року.
Адаптація у форматі манґи з ілюстраціями Цубаси Хадзукі почала виходити на вебсайті «Comic Earth Star» від Earth Star Entertainment у червні 2017 року. Прем'єра аніме-серіалу, створеного студією Wao World, запланована на жовтень 2025 року.

## Сюжет
«Exgate Online» — це MMO гра, в якій домінує жіночий аватар одного гравця — Руфас Мафал, «неофіційний останній бос». Оскільки інші гравці не могли насолоджуватися грою, він погоджується на «фінальну битву» з іншими найсильнішими гравцями і як і було заплановано, зазнає поразки. Однак потім гра запитує, «чи хочете ви нового випробування?», і він одразу ж погоджується, після чого його переносить у світ гри, де він опиняється в тілі своєї персонажки Руфас, через 200 років після своєї поразки. Дізнавшись, що її підлеглі-NPC — «Дванадцять Небесних Зірок» — вийшли з-під контролю, вона вирушає в подорож, щоб їх зупинити, і при цьому мусить миритися зі своєю сумнозвісною репутацією.

## Персонажі
Руфас Мафал (яп. ルファス・マファール, Rufasu Mafāru)
Сейю: Амі Кошімідзу
Діна (яп. ディーナ, Dīna)
Сейю: Юрі Усуї

## Медіа

### Ранобе
Ранобе «З'явився дикий останній бос!» написане Firehead, спочатку виходило на сайті «Shōsetsuka ni Narō» з 1 жовтня 2015 року до 15 квітня 2019 року. Згодом серію придбало видавництво Earth Star Entertainment, яке випустило дев'ять томів під імпринтом Earth Star Novel. Твори з ілюстраціями YahaKo видавалися з 15 лютого 2016 року до 15 квітня 2019 року. Англійською мовою твори видаються компанією J-Novel Club у цифровому форматі.
| № | Дата виходу     | ISBN                   |
| - | --------------- | ---------------------- |
| 1 | 15 лютого 2016  | ISBN 978-4-8030-0872-2 |
| 2 | 15 червня 2016  | ISBN 978-4-8030-0934-7 |
| 3 | 15 жовтня 2016  | ISBN 978-4-8030-0963-7 |
| 4 | 15 квітня 2017  | ISBN 978-4-8030-1035-0 |
| 5 | 15 вересня 2017 | ISBN 978-4-8030-1111-1 |
| 6 | 15 грудня 2017  | ISBN 978-4-8030-1142-5 |
| 7 | 16 квітня 2018  | ISBN 978-4-8030-1180-7 |
| 8 | 16 жовтня 2018  | ISBN 978-4-8030-1236-1 |
| 9 | 15 квітня 2019  | ISBN 978-4-8030-1282-8 |

### Манґа
Адаптація у форматі манґи з ілюстраціями Цубаси Хадзукі почала виходити на сайті «Comic Earth Star» від видавництва Earth Star Entertainment 7 червня 2017 року. Станом на лютий 2025 року розділи манги зібрано в десять томів танкобон. 
| №  | Дата виходу     | ISBN                   |
| -- | --------------- | ---------------------- |
| 1  | 15 грудня 2017  | ISBN 978-4-8030-1135-7 |
| 2  | 12 квітня 2018  | ISBN 978-4-8030-1174-6 |
| 3  | 12 вересня 2018 | ISBN 978-4-8030-1225-5 |
| 4  | 12 квітня 2019  | ISBN 978-4-8030-1284-2 |
| 5  | 12 жовтня 2019  | ISBN 978-4-8030-1344-3 |
| 6  | 12 березня 2020 | ISBN 978-4-8030-1399-3 |
| 7  | 12 вересня 2020 | ISBN 978-4-8030-1450-1 |
| 8  | 12 березня 2021 | ISBN 978-4-8030-1499-0 |
| 9  | 13 березня 2024 | ISBN 978-4-8030-1920-9 |
| 10 | 12 лютого 2025  | ISBN 978-4-8030-2073-1 |

### Аніме
23 серпня 2024 року під час панелі NBCUniversal Entertainment Japan на Anime NYC було анонсовано аніме-серіал. Виробництвом займається студія Wao World (загальне виробництво — Wowmax). Режисером є Юя Хоріучі, Кадзуюкі Фудеясу відповідає за сценарій, Маіко Ебісава — за дизайн персонажів, а Technoboys Pulcraft Green-Fund — за музику.
Прем'єра аніме запланована на жовтень 2025 року. Відкриваючу пісню «Level wo Agete Butsuri de Naguru» («Підвищуй свій рівень і долай закони природи») виконує Kisida Kyodan & The Akebosi Rockets.